# پیسی (ساپونه)
پیسی شهری در شهرستان ساپونه در استان بازگا در بورکینافاسوی مرکزی است و جمعیت آن ۲۰۰۸ نفر است.